# Cáceres
Cáceres je město na západě Španělska, sídlo stejnojmenné provincie. Nachází se zhruba uprostřed někdejší římské provincie Lusitánie, v dnešním autonomním společenství Extremadura. Žije zde přibližně 96 tisíc obyvatel a je nejlidnatějším městem provincie. Kromě toho je nejrozlehlejší obcí v celém Španělsku: obvod obce Cáceres se rozkládá na ploše 1 768 km², třikrát větší než Praha.
Zdejší středověké a renesanční památky jsou od roku 1986 zapsány na seznam Světového dědictví UNESCO.
Každoročně se zde koná vždy druhý týden v listopadu trh s názvem Mercado Medieval de las Tres Culturas (Středověký trh tří kultur) na připomínku soužití tří abrahámovských náboženství v této oblasti. 
Ve městě je ale rovněž projektován buddhistický chrámový komplex se sedmačtyřicetimetrovou sochou Buddhy z bílého nefritu; projekt s názvem „The Great Buddha Project“ zahájila španělsko-nepálská nadace Lumbini Garden Foundations. Kritické hlasy se obávají dopadu poutnických návštěv v budoucnosti na okolní přírodní prostředí.

## Osobnosti města
- César Sánchez (* 1971), fotbalista
- Fernando Morientes (* 1976), fotbalista

## Partnerská města
- Castelo Branco, Portugalsko
- La Roche-sur-Yon, Francie
- Piano di Sorrento, Itálie
- Portalegre, Portugalsko
- Santiago de Compostela, Španělsko